# Atu Gogop
Atu Gogop is een bestuurslaag in het regentschap Aceh Tengah van de provincie Atjeh, Indonesië. Atu Gogop telt 442 inwoners (volkstelling 2010).